# Zentralstadion (1956)
El Zentralstadion (tdl. ‘Estadio Central’) fue un estadio de Fútbol con capacidad para 120000 espectadores ubicado en Leipzig, Alemania y fue la sede inicial de SC Rotation Leipzig.

## Historia
Alrededor de 1,5 millones de metros cúbicos de escombros del Bombardeo de Leipzig en la Segunda Guerra Mundial  fueron utilizados para su construcción, y su nombre se relaciona con el Estadio Central Soviético. Fue construido en 1955 y fue utilizado para varios eventos deportivos locales como el Festival de Deportes Alemán, que era como una versión similar de los Juegos Olímpicos para los atletas de Alemania Democrática.
También fue sede de varios partidos internacionales de fútbol, siendo la principal sede de Alemania Democrática, sede donde obtuvieron la clasificación a la Copa Mundial de Fútbol de 1974 y al fútbol en los Juegos Olímpicos, disputando en él su último partido el 20 de mayo de 1989 en la Clasificación de UEFA para la Copa Mundial de Fútbol de 1990 en el empate 1-1 ante Austria.

### Reemplazo
En 1990 debido a los disturbios en países europeos y en el Alfred-Kunze-Sportpark, se acordó reducir la capacidad del Zentralstadion para evitar futuros disturbios. La campana que había en el estadio conocida como Torre Werner Seelenbinder fue silenciada.
Debido a los altos costos de mantenimiento, la ciudad decidió construir un estadio más pequeño solo para fútbol en 1997. De acuerod con los críticos, el Olympiastadion, que contaba con una capacidad similar, fue renovado al mismo tiempo que el Zentralstadion no pudo ser salvado y cerrado en el 2000. El terreno continúa pero sin las graderías no nada a su alrededor de lo que fue el estadio.

## Galería

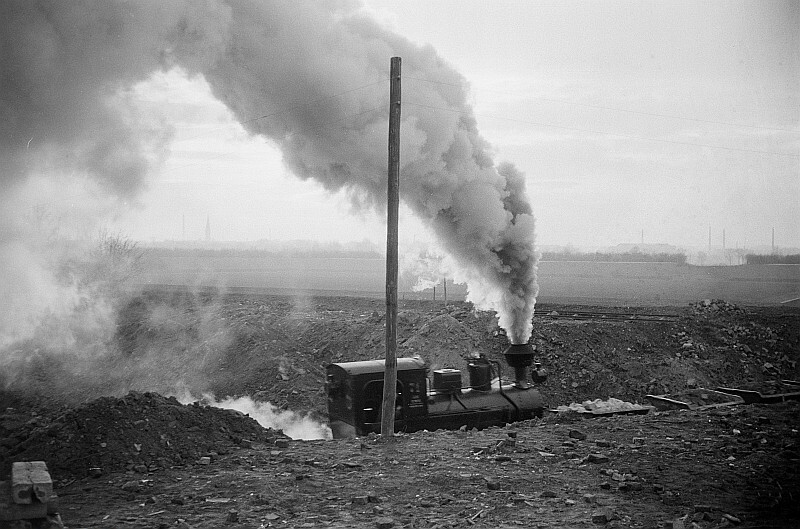
Material de construcción en movimiento
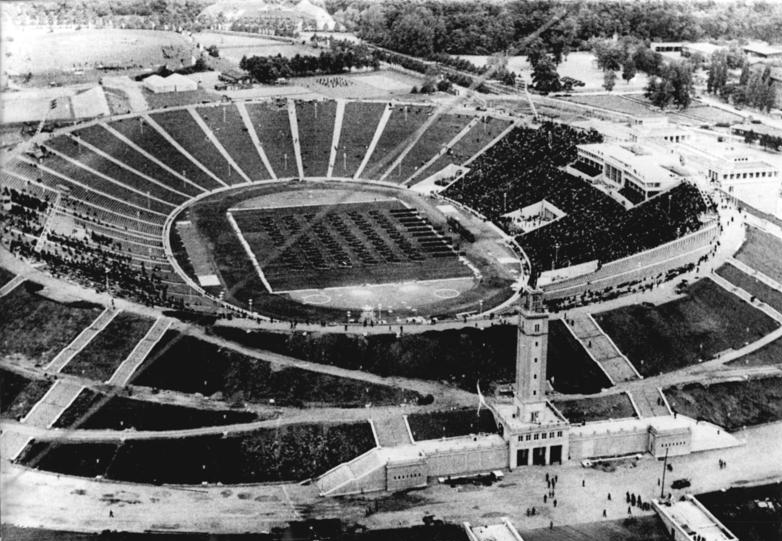
Fot aérea en 1956
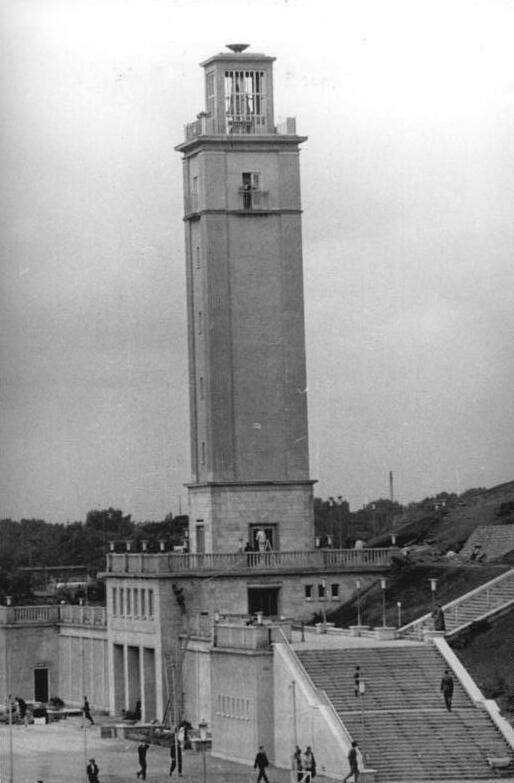
El reloj de la torre Werner Seelenbinder
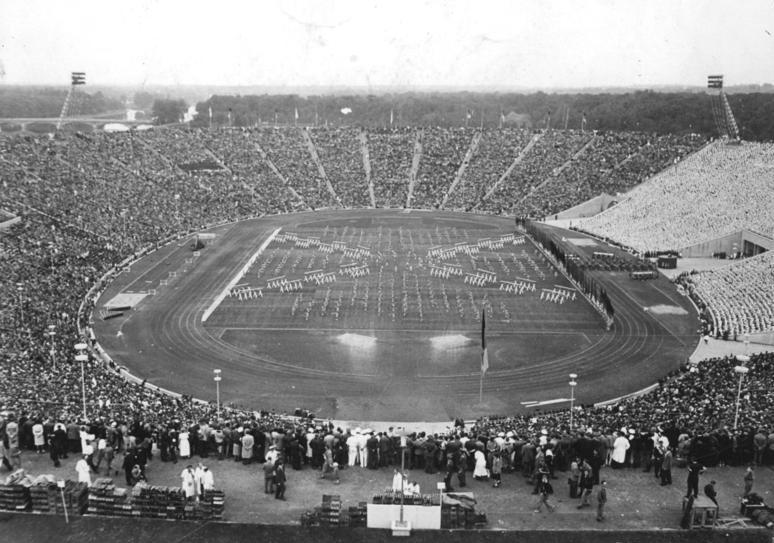
El Zentralstadion con espectadores el 4 de agosto de 1956
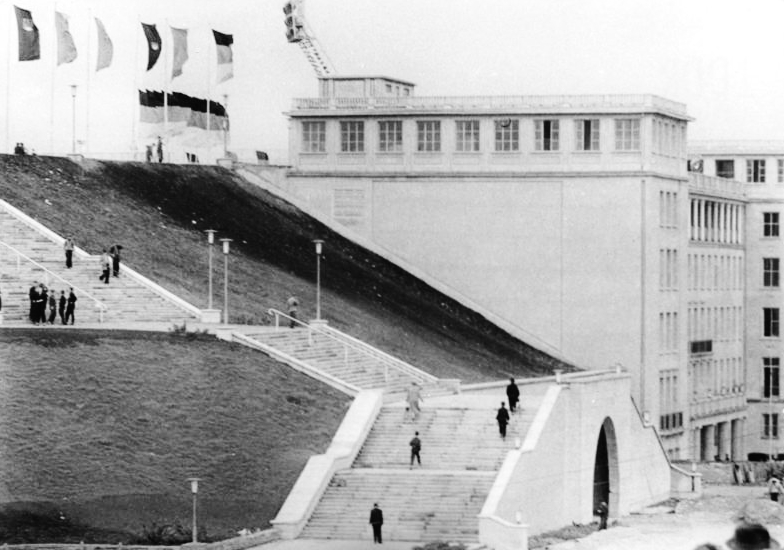
Entrada principal
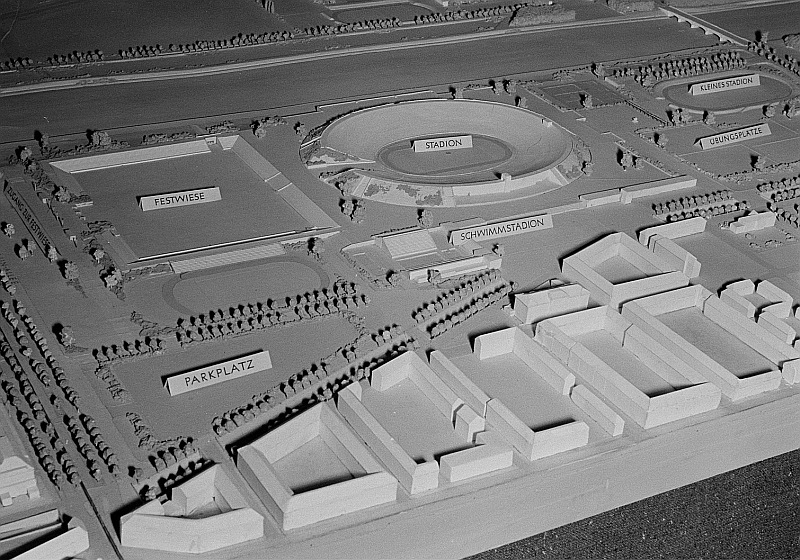
Modelo de los foros deportivos
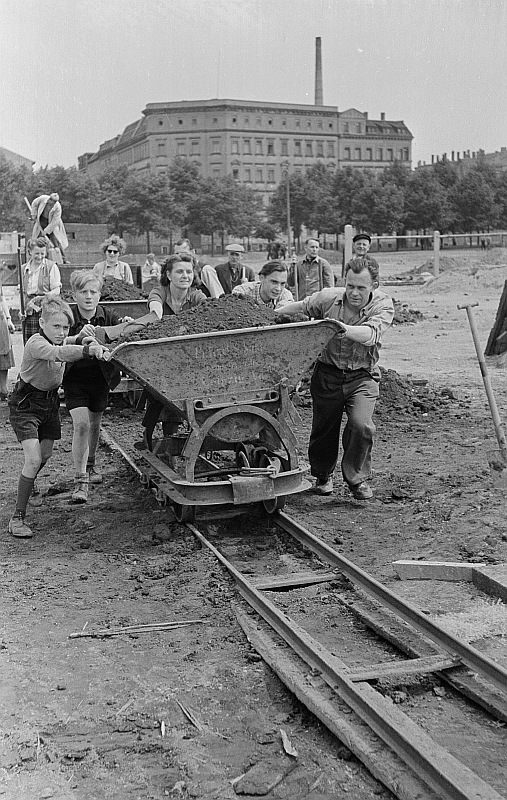
Voluntarios moviendo la tierra para la construcción del estadio en 1952